# 小口鋸魴鮄
小口鋸魴鮄，為輻鰭魚綱鮋形目牛尾魚亞目角魚科的其中一種，分布於東太平洋區，從加利福尼亞灣至智利海域，棲息深度11-13公尺，體長可達39.5公分，為底棲性魚類，屬肉食性。